# パット・ネシェック
- パット・ネシェク
- パット・ニシェク
- パット・ニーシェク
- パット・ニーシェック

パトリック・ジョン・ネシェック（Patrick John Neshek, 1980年9月4日 - ）は、アメリカ合衆国ウィスコンシン州マディソン出身の元プロ野球選手（投手）。右投両打。
発音はNEE-shekなのでニーシェクが近いことになる。

## 経歴

### プロ入り前
パークセンター高等学校時代には州の代表チームに選ばれた。1999年のMLBドラフト45巡目（全体1337位）でミネソタ・ツインズから指名を受けたが、低評価のためプロ入りせずバトラー大学へ進学。大学では1試合18奪三振（2001年4月15日）、シーズン118奪三振（2001年）、通算280奪三振を残しチームの3つの奪三振記録を更新。

### ツインズ時代

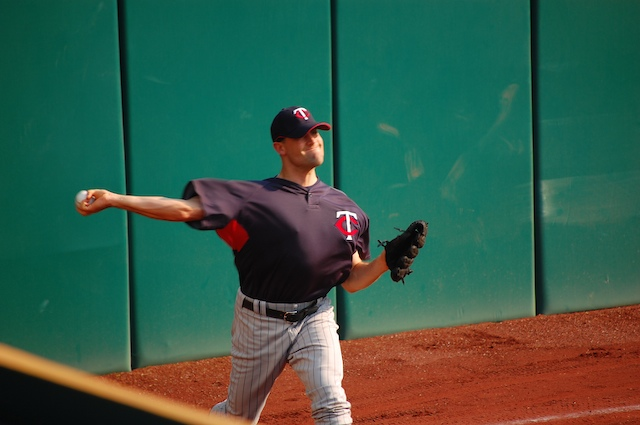
ミネソタ・ツインズ時代
(2007年8月29日)

2002年のMLBドラフト6巡目（全体182位）で再びツインズから指名され、6月20日に契約。この年は傘下のアパラチアンリーグのルーキー級エリザベストン・ツインズでプロデビュー。23試合に登板して0勝2敗15セーブ・防御率0.99・41奪三振の成績を残した。
2003年はA級クァッドシティズ・リバーバンディッツ、A+級フォートマイヤーズ・ミラクル、AA級ニューブリテン・ロックキャッツでプレー。A級クアッドシティズでは28試合に登板して3勝2敗14セーブ・防御率0.52・53奪三振の成績を残した。
2004年はA+級フォートマイヤーズで開幕を迎え、7月にAA級ニューブリテンへ昇格。AA級ニューブリテンでは26試合に登板して2勝1敗2セーブ・防御率3.82・38奪三振の成績を残した。
2005年はAA級ニューブリテンでプレーし、55試合に登板して6勝4敗24セーブ・防御率2.19・95奪三振の成績を残した。オフの11月18日にツインズとメジャー契約を結び、40人枠入りを果たした。
2006年2月8日にツインズと1年契約に合意。3月14日にAAA級ロチェスター・レッドウイングスへ配属され、開幕を迎えた。AAA級ロチェスターでは33試合に登板。6勝2敗14セーブ・防御率1.95と好成績を残し、7月6日にメジャーへ昇格。同日のテキサス・レンジャーズ戦でメジャーデビュー。2イニングを投げて被安打1、無失点だった。7月30日のデトロイト・タイガース戦では打者1人、僅か5球でメジャー初勝利を挙げた。この年メジャーでは32試合に登板して4勝2敗・防御率2.19・53奪三振の成績を残した。
2007年3月2日にツインズと1年契約に合意し、自身初の開幕ロースター入りを果たした。開幕後は4月に2勝0敗、防御率2.25、5月は13.2イニングを投げて被安打6、防御率0.66と好成績を残し、オールスターの最終選出候補者に選ばれる（他の候補者はジェレミー・ボンダーマン、ケルビム・エスコバー、岡島秀樹、ロイ・ハラデイで最終的に岡島が選出）。この年は74試合に登板して7勝2敗・防御率2.94・74奪三振の成績を残した。
2008年2月27日にツインズと1年契約に合意。5月9日に右肘の怪我で故障者リスト入りし、残りのシーズンを全休した。この年は故障の影響で15試合の登板にとどまり、0勝1敗・防御率4.73・15奪三振の成績を残した。オフの11月11日にトミー・ジョン手術を受けることが発表され、11月18日に手術を受けた。
2009年は前年の手術の影響でシーズンを全休した。
2010年1月19日にツインズと1年契約に合意。開幕後は4試合に登板したが、中指の炎症で4月15日に故障者リスト入りしたが、別の機関のMRI検査で指ではなく手のひらの炎症と明らかになる。この事に対してネシェックは誤った診断を下された事で復帰が遅れることに自身のFacebookで怒りを顕にし、ロン・ガーデンハイアー監督もツインズ首脳陣とメディカル・スタッフを公の場で批難した。6月5日に故障者リストから復帰し、AAA級ロチェスターへ異動。9月6日にメジャーへ昇格した。この年は11試合に登板して0勝1敗・防御率5.00・9奪三振の成績を残した。オフの12月2日にツインズと1年契約に合意した。

### パドレス時代

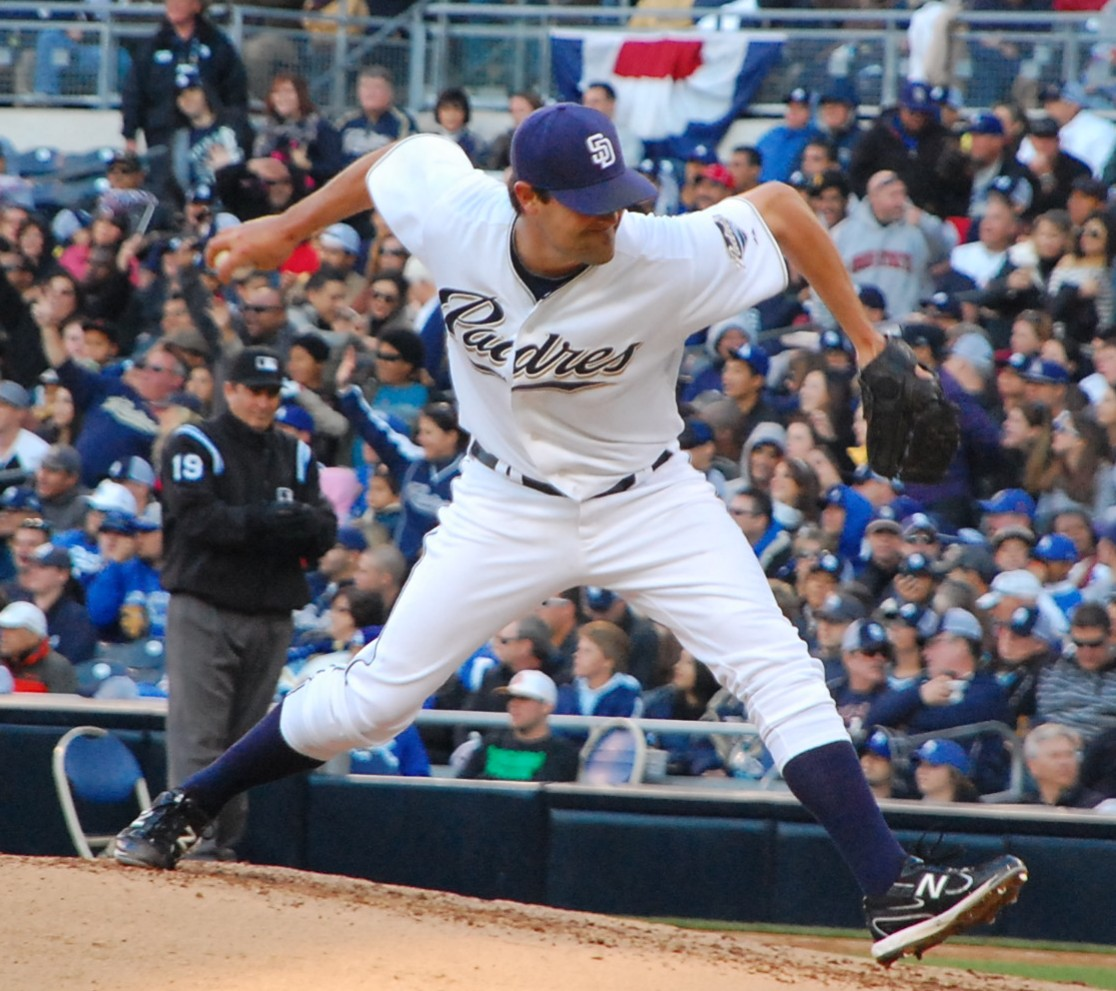
サンディエゴ・パドレス時代
(2011年4月9日)

2011年3月20日にウェイバー公示を経てサンディエゴ・パドレスへ移籍した。移籍後は25試合に登板したが、1勝1敗・防御率4.01と結果を残せず、8月21日にDFAとなり、9月7日にAAA級ツーソン・パドレスへ降格した。9月29日にフリーエージェント(FA)となった。

### オリオールズ傘下時代
2012年1月30日にボルチモア・オリオールズとマイナー契約を結んだ。スプリングトレーニングにも招待選手として参加した。傘下のAAA級ノーフォーク・タイズで開幕を迎え、35試合に登板。3勝2敗11セーブ・防御率2.66・49奪三振の成績を残した。

### アスレチックス時代

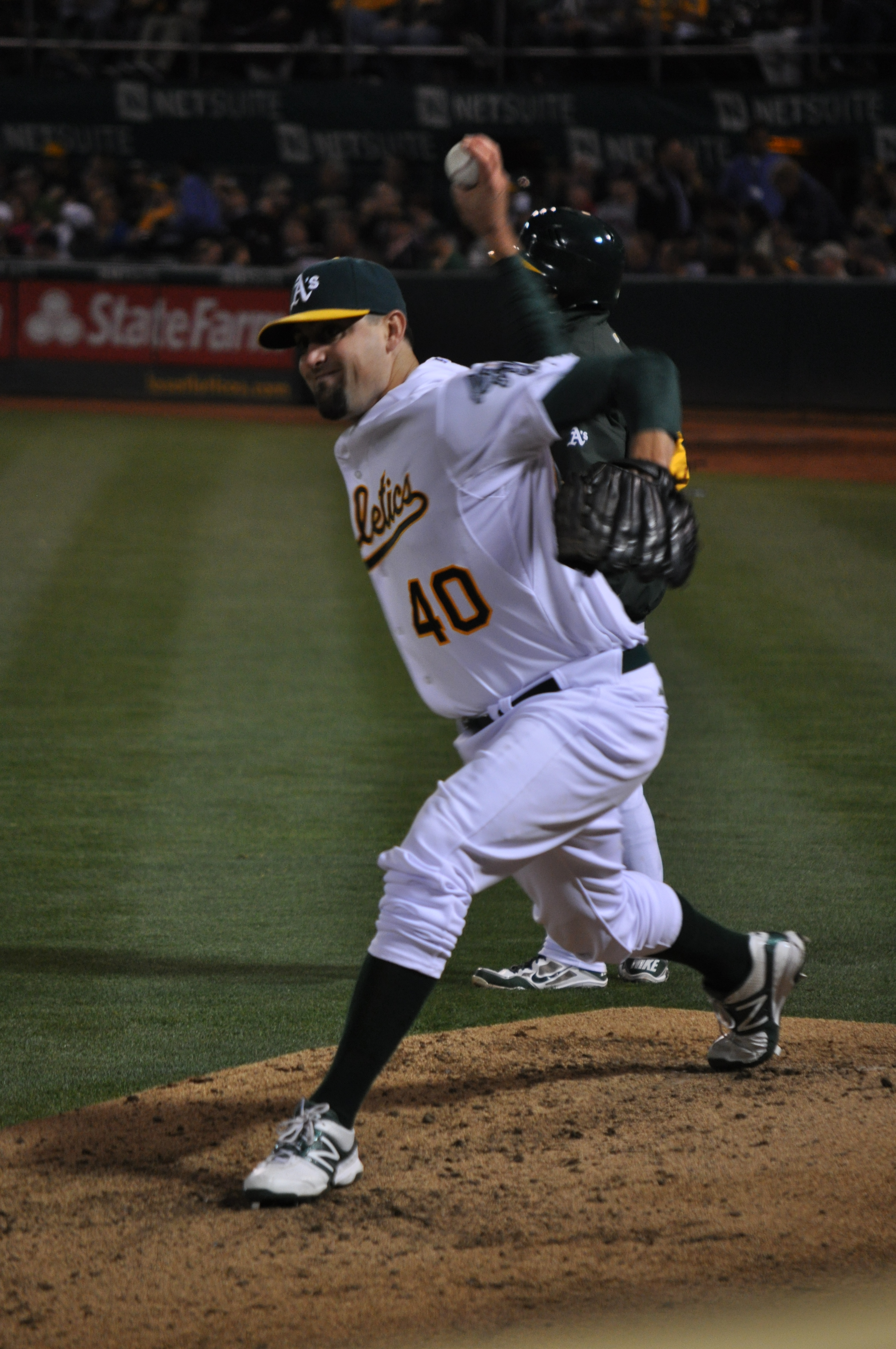
オークランド・アスレチックス時代
(2012年8月21日)

2012年8月3日に金銭トレードで、オークランド・アスレチックスへ移籍し、同日にメジャーへ昇格。移籍後は24試合に登板して2勝1敗・防御率1.37・16奪三振の成績を残した。11月28日に1年契約で再契約した。
2013年は開幕ロースター入りし、開幕後は41試合に登板したが、8月26日にDFAとなり、8月28日にAAA級サクラメント・リバーキャッツへ降格した。9月3日に再びアスレチックスとメジャー契約を結んだ。この年は45試合に登板して2勝1敗・防御率3.35・29奪三振の成績を残した。11月5日にFAとなった。

### カージナルス時代

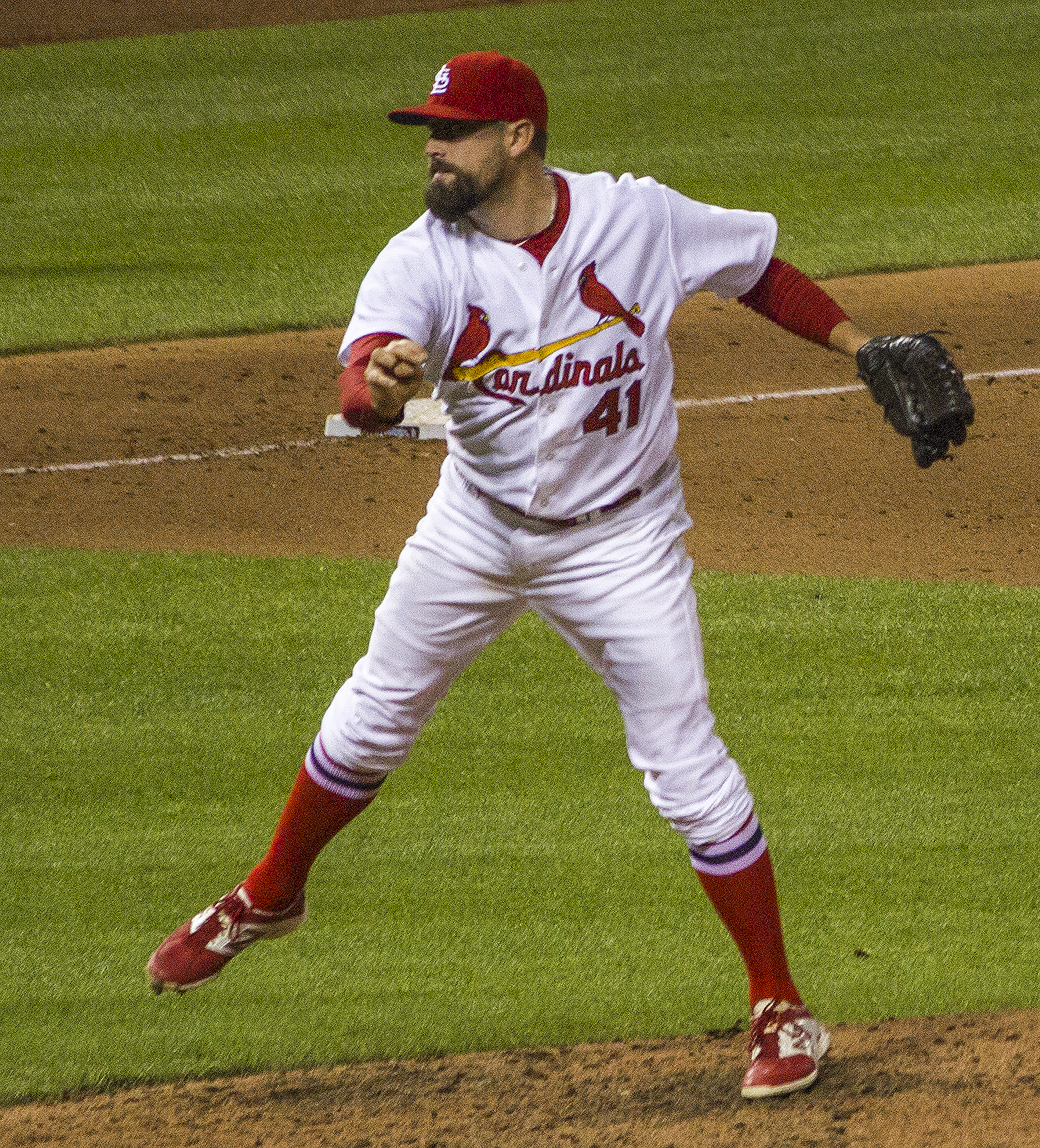
セントルイス・カージナルス時代
(2014年5月12日)

2014年2月6日にセントルイス・カージナルスとマイナー契約を結んだ。3月30日にカージナルスとメジャー契約を結んだ。抑えのトレバー・ローゼンタールにつなぐセットアッパーを務め、前半戦は43試合に登板。防御率0.70と好成績を残し、オールスターに初選出された。この年は71試合に登板して7勝2敗6セーブ・防御率1.87・68奪三振の成績を残した。オフの10月30日にFAとなった。

### アストロズ時代

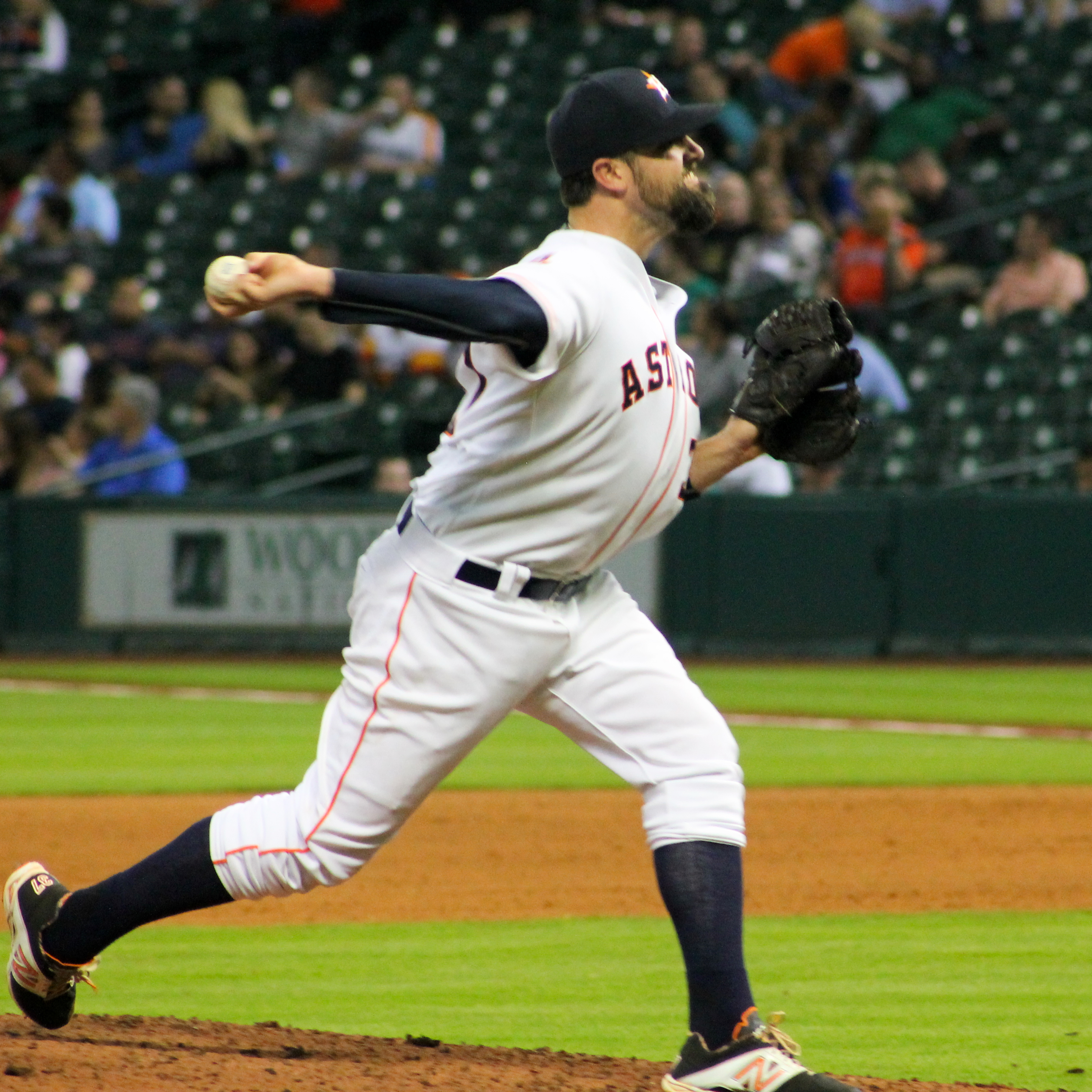
ヒューストン・アストロズ時代
(2015年4月8日)

2014年12月12日にヒューストン・アストロズと総額1250万ドルの2年契約（2017年の球団オプション付き）を結んだ。
2015年、2年連続60試合以上となる66試合に投げた。前年の成績が良かったため、それと比するとやや低下して防御率3.62・3勝6敗1セーブという内容だった。前年から投球回が10以上減ったが、被本塁打が倍増したのも防御率上昇の一因となった。
2016年もアストロズ・リリーフ陣の1人として、3年連続60試合以上となる60試合丁度に登板。2勝2敗・防御率3.06・WHIP0.94という優秀な成績を残し、実力派リリーバーとしてチームに貢献した。

### フィリーズ時代
2016年11月4日に後日発表選手または金銭とのトレードで、フィラデルフィア・フィリーズへ移籍した。
2017年開幕前の2月9日に第4回ワールド・ベースボール・クラシック(WBC)のアメリカ合衆国代表に選出された。3月22日の決勝プエルトリコ戦に勝利し、初の優勝を果たした。シーズンでは3年ぶりにオールスターに選出された。

### ロッキーズ時代
2017年7月26日に若手有望株のアレハンドロ・レケーナ、ホセ・ゴメス、JD・ハマーの3選手とのトレードで、コロラド・ロッキーズへ移籍した。オフの11月2日にFAとなった。

### フィリーズ復帰
2017年12月15日に古巣フィリーズにトミー・ハンターと共に2年契約で復帰した。
2019年オフにFAとなった。その後はプレーしていない。

## 投球スタイル
独特なサイドスローが特徴。ショートを守っている時に負った怪我が原因でこの投球フォームに変わったが、傷が癒えた後も投球フォームが戻ることはなかった。
その投球フォームについてはベースボール・トゥナイトでも検証され、腕に余計な負担がかかる恐れがあるが、右打者にとっては球の出どころの見極めが非常に難しいという見解がなされた。

## 人物
ネシェックはプロの選手にしては珍しく自分で自身の公式サイトを制作し管理し、自身の趣味であるサインのコレクション（主に野球とアイス・ホッケー）を公開したりしている。
2014年シーズン途中にボストン・レッドソックスからジョン・ラッキーが加入した際、ラッキーが好んでいる背番号『41』をベーブ・ルースのサインボールと引き換えに37に変更した。
ザック・グレインキーにサインを拒否されて以降、確執がある。
2012年10月7日に第一子の息子が誕生したが23時間後に命を失い、そのことを自身のツイッターアカウントで報告した
。その後、2014年3月に第二子が誕生している。

## 詳細情報

### 年度別投手成績
| 年 度     | 球 団     | 登 板 | 先 発 | 完 投 | 完 封 | 無 四 球 | 勝 利 | 敗 戦 | セ 丨 ブ | ホ 丨 ル ド | 勝 率 | 打 者 | 投 球 回 | 被 安 打 | 被 本 塁 打 | 与 四 球 | 敬 遠 | 与 死 球 | 奪 三 振 | 暴 投 | ボ 丨 ク | 失 点 | 自 責 点 | 防 御 率 | W H I P |
| --------- | --------- | ----- | ----- | ----- | ----- | -------- | ----- | ----- | -------- | ----------- | ----- | ----- | -------- | -------- | ----------- | -------- | ----- | -------- | -------- | ----- | -------- | ----- | -------- | -------- | ------- |
| 2006      | MIN       | 32    | 0     | 0     | 0     | 0        | 4     | 2     | 0        | 10          | .667  | 138   | 37.0     | 23       | 6           | 6        | 0     | 0        | 53       | 0     | 0        | 9     | 9        | 2.19     | 0.78    |
| 2007      | MIN       | 74    | 0     | 0     | 0     | 0        | 7     | 2     | 0        | 15          | .778  | 278   | 70.1     | 44       | 7           | 27       | 5     | 2        | 74       | 2     | 0        | 25    | 23       | 2.94     | 1.01    |
| 2008      | MIN       | 15    | 0     | 0     | 0     | 0        | 0     | 1     | 0        | 6           | .000  | 56    | 13.1     | 12       | 2           | 4        | 1     | 0        | 15       | 0     | 0        | 7     | 7        | 4.73     | 1.20    |
| 2010      | MIN       | 11    | 0     | 0     | 0     | 0        | 0     | 1     | 0        | 1           | .000  | 43    | 9.0      | 7        | 1           | 8        | 0     | 1        | 9        | 0     | 0        | 5     | 5        | 5.00     | 1.67    |
| 2011      | SD        | 25    | 0     | 0     | 0     | 0        | 1     | 1     | 0        | 0           | .500  | 112   | 24.2     | 19       | 4           | 22       | 1     | 1        | 20       | 1     | 0        | 12    | 11       | 4.01     | 1.66    |
| 2012      | OAK       | 24    | 0     | 0     | 0     | 0        | 2     | 1     | 0        | 4           | .667  | 77    | 19.2     | 10       | 3           | 6        | 1     | 1        | 16       | 1     | 0        | 3     | 3        | 1.37     | 0.81    |
| 2013      | OAK       | 45    | 0     | 0     | 0     | 0        | 2     | 1     | 0        | 1           | .667  | 177   | 40.1     | 40       | 6           | 15       | 2     | 0        | 29       | 1     | 0        | 17    | 15       | 3.35     | 1.36    |
| 2014      | STL       | 71    | 0     | 0     | 0     | 0        | 7     | 2     | 6        | 25          | .778  | 255   | 67.1     | 44       | 4           | 9        | 2     | 2        | 68       | 1     | 0        | 14    | 14       | 1.87     | 0.79    |
| 2015      | HOU       | 66    | 0     | 0     | 0     | 0        | 3     | 6     | 1        | 28          | .333  | 223   | 54.2     | 49       | 8           | 12       | 1     | 2        | 51       | 1     | 0        | 25    | 22       | 3.62     | 1.12    |
| 2016      | HOU       | 60    | 0     | 0     | 0     | 0        | 2     | 2     | 0        | 18          | .500  | 185   | 47.0     | 33       | 6           | 11       | 7     | 0        | 43       | 1     | 0        | 17    | 16       | 3.06     | 0.94    |
| 2017      | PHI       | 43    | 0     | 0     | 0     | 0        | 3     | 2     | 1        | 10          | .600  | 148   | 40.1     | 28       | 2           | 5        | 0     | 0        | 45       | 0     | 0        | 5     | 5        | 1.12     | 0.82    |
| 2017      | COL       | 28    | 0     | 0     | 0     | 0        | 2     | 1     | 0        | 13          | .667  | 87    | 22.0     | 20       | 1           | 1        | 0     | 0        | 24       | 0     | 0        | 8     | 6        | 2.45     | 0.95    |
| '17計     | COL       | 71    | 0     | 0     | 0     | 0        | 5     | 3     | 1        | 23          | .625  | 235   | 62.1     | 48       | 3           | 6        | 0     | 0        | 69       | 0     | 0        | 13    | 11       | 1.59     | 0.87    |
| 2018      | PHI       | 30    | 0     | 0     | 0     | 0        | 3     | 2     | 5        | 6           | .600  | 101   | 24.1     | 23       | 2           | 5        | 1     | 0        | 15       | 1     | 0        | 9     | 7        | 2.59     | 1.15    |
| 2019      | PHI       | 20    | 0     | 0     | 0     | 0        | 0     | 1     | 3        | 6           | .000  | 79    | 18.0     | 23       | 5           | 2        | 0     | 0        | 9        | 0     | 0        | 11    | 10       | 5.00     | 1.39    |
| MLB：13年 | MLB：13年 | 544   | 0     | 0     | 0     | 0        | 36    | 25    | 16       | 143         | .590  | 1959  | 488.0    | 375      | 57          | 133      | 21    | 9        | 471      | 9     | 0        | 167   | 153      | 2.82     | 1.04    |

- 2019年度シーズン終了時

### 記録
- MLBオールスターゲーム選出：2回（2014年、2017年）

### 背番号
- 72（2006年 - 同年途中）
- 17（2006年途中 - 2010年、2017年 - 同年7月25日）
- 34（2011年）
- 40（2012年）
- 47（2013年）
- 37（2014年途中 - 2016年、2017年7月29日 - 同年終了）
- 41（2014年 - 同年途中）
- 93（2018年 - 2019年）

### 代表歴
- 2017 ワールド・ベースボール・クラシック・アメリカ合衆国代表